# بخش فرانکلین (شهرستان پورتاژ، اوهایو)
بخش فرانکلین (به انگلیسی: Franklin Township) یک منطقهٔ مسکونی در ایالات متحده آمریکا است که در شهرستان پورتیج، اوهایو واقع شده‌است.
 بخش فرانکلین  ۵٬۵۲۷ نفر جمعیت دارد و ۳۳۶ متر بالاتر از سطح دریا واقع شده‌است.